# Santa Comba de Rossas
Santa Comba de Rossas est une freguesia portugaise du concelho de Bragance, avec une superficie de 8,75 km2 pour une population de 304 habitants (2011).
La freguesia n’intègre que le village de Rossas, ayant ainsi une densité de population de 34,7 hab/km2. Selon les Memoires Paroissiale de 1758 elle avait 142 habitants.